# Ромоваам
Ромоваам — река на Дальнем Востоке России. Протекает по территории Чаунского района Чукотского автономного округа. Длина реки — 45 км.
Название в переводе с чукот. — «сушняковая река», по обилию засохшего кустарника на берегах.
Берёт истоки на северных склонах горы Водораздельная, плавно загибая дугу вдоль южных склонов горы Солнечная, протекает в широтном направлении по территории Чаунской низменности (в низовье в окружении болот и мелких озёр), впадает в Конэваам слева. Высота устья — 163 м над уровнем моря.
Притоки (от устья): Зелёный, Встреча, Болотистый, Открытый, Радиальный, и несколько безымянных ручьёв.
По левому берегу реки Ромоваам проходит южная граница регионального заказника «Чаунская губа».